# Bureau of Engraving and Printing
Het Bureau of Engraving and Printing (BEP) in Washington D.C. is een overheidsinstelling in de Verenigde Staten die onder het United States Department of the Treasury valt. Het BEP drukt onder meer Amerikaanse bankbiljetten (de zogenaamde Federal Reserve Notes) en andere waardepapieren voor de Amerikaanse overheid. Het Bureau heeft naast de hoofdvestiging in Washington nog een vestiging in Fort Worth in Texas.
Het Bureau of Engraving and Printing werd in 1861 opgericht. Het drukt naast bankbiljetten ook bijvoorbeeld postzegels, identiteitspapieren en andere overheidsdocumenten.